# Erythrovenator jacuiensis
Erythrovenator jacuiensis es la única especie conocida del género extinto Erythrovenator (nombre que significa "cazador rojo") de dinosaurio terópodo, que vivió a finales del período Triásico, hace 233 a 225 millones de años durante el Noriense, en lo que es hoy Sudamérica. Este género es uno de los terópodos más antiguos conocidos y proviene de un yacimiento de la Formación Candelária en la cuenca del Paraná del Triásico Superior de Brasil, la cual está dominada por la presencia del cinodonte traversodóntido Siriusgnathus. El holotipo se basa en una sola porción proximal extremadamente fragmentada del fémur, mide aproximadamente 190 milímetros de largo y se encontró en un conjunto del que no se conocen otros dinosauromorfos.